# تي إكس تي

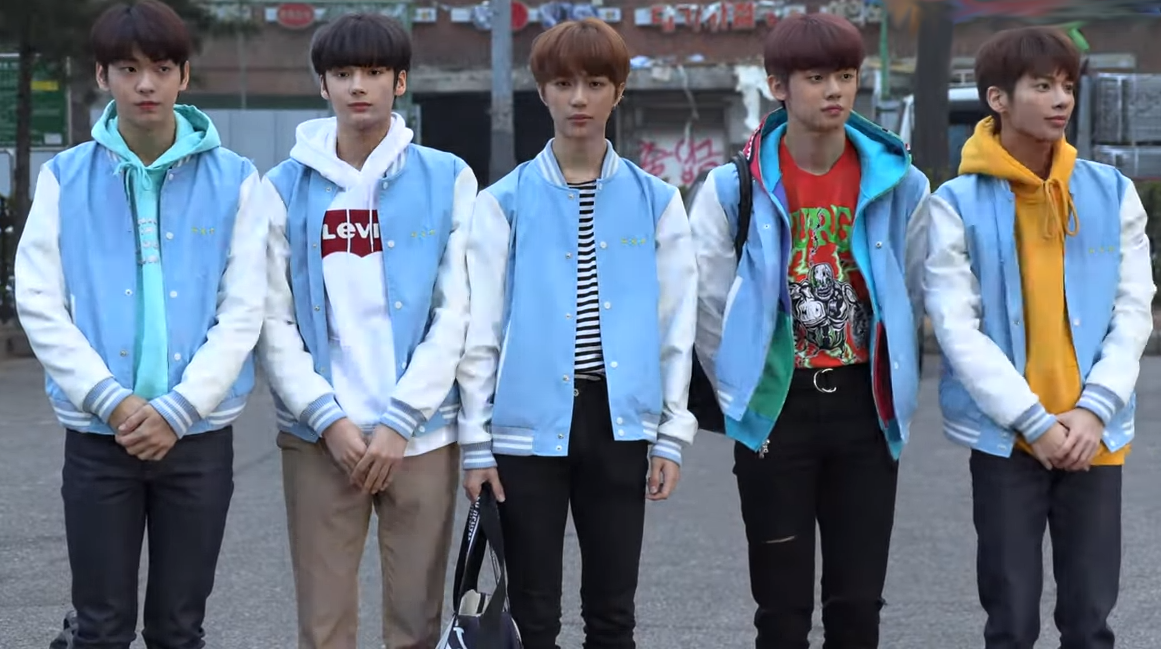
Tomorrow X Together

TXT، اختصارا لـ Tomorrow X Together وتُقرأ Tomorrow by Together ، هي فرقة فتيان كورية جنوبية مؤلفة من خمسة أعضاء شكلها بيغ هيت إنترتينمنت. بعد سلسلة من الإعلانات الترويجية المنشورة في يناير2019 ترسموا في 4 مارس
2019 مع ألبومهم المصغر "The Dream Chapter: Star".

## التسمية
اسم المجموعة (TXT) هو اختصار لـ "Tomorrow X Together". باللغة الكورية، اسم الفرقة هو "투모로우 바이 투게더 "، أو «معاً لأجل الغد». ويقال إن الاسم الإنجليزي الكامل للفرقة مثل الاسم الكوري. وفقًا لـبيغ هيت إنترتينمنت، يمثل الاسم فكرة أن الأعضاء «جميعًا يجتمعون تحت حلم واحد على أمل بناء غدٍ جديد.» ويتركز الاسم أيضًا على فكرة أن يكون كل عضو مختلفًا ولكنهم يتحدون التآزر والحلم بمستقبل أفضل، لذا لا يوجد شيء يسمى تكست!!.

## المسيرة

### ما قبل الترسيم
في 27 نوفمبر 2018، اعلنت وكالة بيغهيت عن خطتها لترسيم فرقة فتيان مكونة من خمسة أعضاء في بداية عام 2019، حيث ستصبح أول فرقة تترسم تحت وكالة بيغهيت منذ ست سنوات بعد ترسيم بانقتان BTS سنة 2013.
تم الإعلان أن الفرقة سيكون متوسط أعمار أعضائها 17 عامًا بالإضافة لكون مفهومهم مختلف عن مفهوم فرقة بانقتان الأكبر سنًا منهم.
في التاسع من يناير لسنة 2019، أطلقت وكالة بيغ هيت موقعًا إلكترونيًا يظهر العد التنازلي مرفوق بنص 'You & Me' .
```
في اليوم التالي، تم الإعلان عن العضو الأول في المجموعة، يونجون Yeonjun ، جنبًا إلى جنب مع اسم المجموعة: تي اكس تي TXT.
بعد ثلاثة أيام، تم الكشف عن العضو التالي، سوبين Soobin. 
```

بعد سوبين Soobin ، تم الكشف عن هيونينق كاي Hueningkai باعتباره العضو الثالث في 15 يناير.
في 17 يناير تم الكشف عن تايهيون Taehyun كعضو رابع.
في 20 يناير، تم الكشف عن بومقيو Beomgyu ، العضو الخامس.

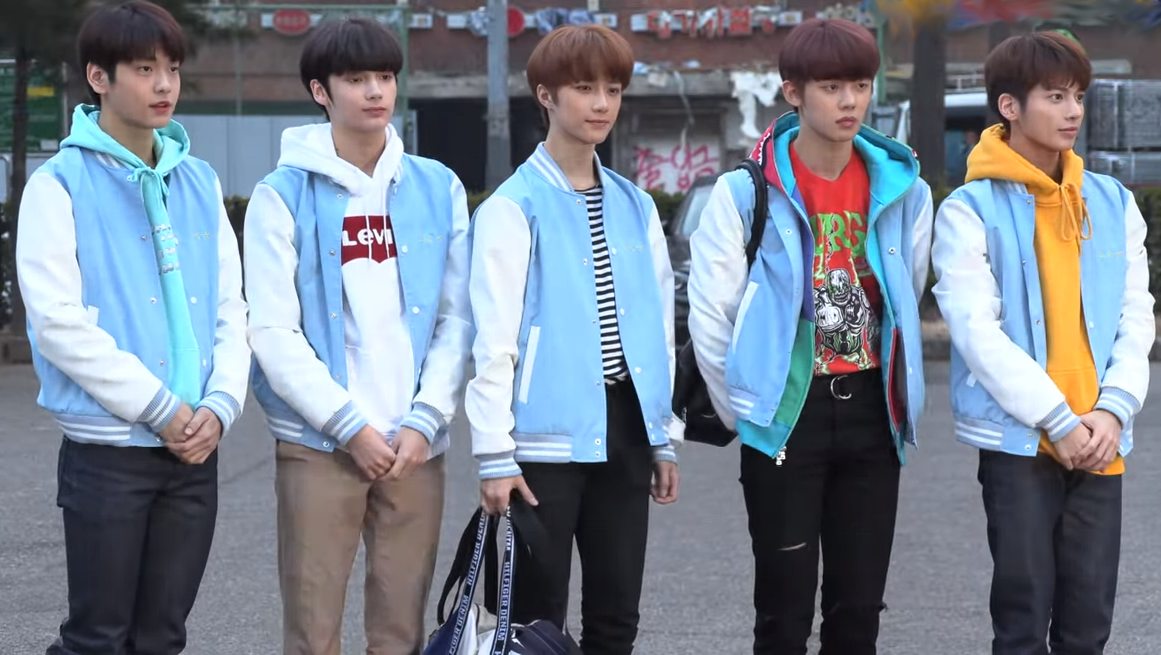

### 2019 الترسيم
```
ترسمت الفرقة على Mnet وقناتها على اليوتيوب، وتم الإعلان فيه مع أول ألبوم للفرقة، The Dream Chapter: STAR.
```

حطم الفيديو الموسيقي لأغنيتهم 'Crown' بعد إصداره الرقم القياسي كأكثر فيديو مشاهدة لترسيم فرقة كيبوب في غضون 24 ساعة.
بعد أسبوع من إصدار الفرقة لألبومهم، ظهر لأول مرة في المركز الأول على Billboard Emerging Artists وعدة مخططات أمريكية أخرى كما ظهرت في المرتبة 140 على مخطط Billboard 200، مما يجعلها فرقة الكيبوب الأسرع ظهورا في المخططات وإعتبار ألبوم ترسيمهاالأعلى رتبة من قبل أي مجموعة كيبوب فتيان على الإطلاق.
أعلنت TXT عن أول جولة لها على الإطلاق في أبريل 2019، وهي جولة مكونة من ستة عروض في معظم مدن الولايات المتحدة الأمريكية، في كل من مدينة نيويورك وشيكاغو ولوس أنجلوس ودالاس وأورلاندو وأتلانتا.
أعلنت وكالة بيغ هيت في 8 أغسطس 2019 أنها تخطط لإصدار ألبوم جديد للفرقة في نفس الشهر. ولكن بسبب تشخيص سوبين Soobin بالتهاب الملتحمة (العين الوردية) وتأثر يونجون Yeonjun بآلام الظهر، تم تأجيله إلى سبتمبر. كشفت وكالة بيغ هيت في 20 أغسطس أن تايهيون وهوينينج كاي قد تم تشخيصهما أيضًا بالتهاب الملتحمة. وبالتالي، فإن إعادة جدولة إصدار الألبوم 'أصبح أمرًا لا مفر منه' ، معلنة مرة أخرى على تغيير تاريخ الإصدار من سبتمبر إلى أكتوبر.
أصدرت فرقة TXT في 21 أكتوبر 2019 ألبومها الأول بعنوان فصل الحلم: السحر The Dream Chapter: Magic مع '9 and Three Quarters (Run Away)' كأغنية رئيسية.
```
يشتمل الألبوم من الناحية الموسيقية على مجموعة متنوعة من الموسيقى المختلفة، بما في ذلك R & B ، والبوب والهيب هوب، وغيرها. من الناحية التجارية، ظهر الألبوم على رأس مخطط ألبوم Gaon ، متجاوزًا 124000 مبيعة في الأسبوع الأول. 
وبذلك يكون الألبوم الثاني للمجموعة الذي يحتل المرتبة الأولى في المخطط بعد ألبوم The Dream Chapter: Star.
ظهر الألبوم في المركز الثالث على مخطط بيلبورد للألبومات العالمية وفي المركز السادس على مخطط هيتسيكير.
```

كما دخلت أربعة أغاني من الألبوم إلى مخطط Billboard World Digital Songs مع إحتلال الأغنية الرئيسية '9 and Three Quarters (Run Away)' للمرتبة الثانية.
```
بيلبورد و Dazed كلاهما أعلنا لاحقًا أن أغنية '9 (and Three Quarters (Run Away 'واحدة من أفضل أغاني الكيبوب لهذا العام.
```

### 2020 والترسيم الياباني
في بداية سنة 2020 أعلنوا عن ترسيمهم الياباني الأول وعن ألبومهم فصل الحلم: الخلود The Dream Chapter: Eternity
في 15 كانون الثاني (يناير) 2020، ترسمت فرقة TXT لأول مرة في اليابان بأغنية 'Magic Hour' المنفردة والتي تتضمن نسخًا يابانية من الأغاني 'Run Away' و 'Crown' و 'Angel or Devil'.
ظهرت الأغنية في المرتبة الأولى في المركز الأول على المخطط اليومي لأوريكون Oricon وفي المرتبة الثانية على مخطط أوريكون Oricon الأسبوعي.
أُعلنت الفرقة في 19 يناير أنها ستظهر أول مرة في التلفزيون الياباني على الإطلاق في قناة Asahi's Music Station ، حيث سيؤدون النسخة اليابانية من 'Run Away' ، مما يجعل من فرقة TXT أول فنان كوري يؤدي في هذا العرض لعام 2020.
حصلت 'Magic Hour' على الإعتماد الذهبي من قبل جمعية صناعة التسجيلات اليابانية (RIAJ)، ببيعها ل 100000 تسخة.
أصدرت فرقة TXT في 18 مايو 2020 ألبوما بعنوان فصل الحلم: الخلود The Dream Chapter: Eternity .
في إبريل 28، أعلنت شركة بيغ هيت إنترتينمنت عن موعد إصدار ثاني ألبوم مصغر للفرقة بعنوان ' The Dream Chapter: Eternity'، والذي كان 18 مايو، مع '?Can't You See Me' كأغنية رئيسية. وبعدها بثلاث أشهر اصدرت الفرقة البوم بعنوان الساعة الزرقاء mindisode1:Blue Hour متضمنة الاغنية الرئيسية Bule HOUR وسرعان ماازداد البوم شهرة في داخل كوريا وخارجها حتى وصل إلى عدد مستمعين قياسي اعلى من أي البوم لها حتى دخلت مخطط البيلبورد 100 وبليبورد 200 مركز 25 ويعتبر اعلى مركز منذ دخولها الأول بالالبوم الترسيم حيث أول واسرع فرقة من الجيل رابع دخلت أشهر المخططات الأمريكية ومخطط الفنان الجديد المركز الأول ومخطط أفضل البومات استماعا ومبيعا في على البيلبورد في المركز الأول ولايزال البوم ضمن أفضل البومات في البيلبورد حتى الآن تم تلقيبهم من قبل أكبر الاكاديميات الغنائية Grammys بلقب أفضل فرقة بالجيل الرابع، واستمرت الفرقة في نجاحاتها حتى حازت جميع البوماتها الشاهادات البلاتينية حتى جميع البوماتها اليابانية حازت على شهادات  وقد باع الألبوم ما يفوق ال181,000 نسخة في أول أسبوع، ودخل مخطط غاون للألبومات حاصلًا على المركز الثاني. كذلك حصل الألبوم أيضًا على المركز الأول في مخطط أوريكون للألبومات وبذلك أصبح أول ألبوم لهم يتصدرالمخططات في اليابان. وفي يوليو 2020، حصل الألبوم على الاعتماد البلاتيني من قبل جمعية صناعة محتوى كوريا الموسيقى (KMCA) بتسجيله لـ250,000 طلبية، فكان ذلك أول اعتماد تحصل عليه الفرقة في كوريا. وبعد شهرين، حصل The Dream Chapter: Star و The Dream Chapter: Magic أيضًا على الاعتماد البلاتيني من قبل جمعية صناعة محتوى كوريا للموسيقى (KMCA).
في 19 أغسطس، أصدرت الفرقة اغنيتهم المنفردة الثانية 'Drama' والتي تضمنت نسخًا يابانية من'Drama' و '?Can't You See Me'، كما احتوت أيضًا على أول أغنية يابانية أصلية لهم بعنوان 'Everlasting Shine'. و'Everlasting Shine' هي أغنية البداية الثانية عشرة لأنمي "البرسيم الأسود"، والذي بدأت إذاعته في 1 سبتمبر. وقد ظهرت أغنية 'Drama' في المركز الثالث في مخطط أوريكون للأغاني المنفردة، وحصلت على الاعتماد الذهبي من قبل جمعية صناعة التسجيلات اليابانية RIAJ.
أصدرت الفرقة ثالث ألبوم مصغر لهم Minisode1: Blue Hour، مع 'Blue Hour' كأغنية رئيسية في 26 أكتوبر. وقد ظهر الألبوم في المركز الثالث في مخطط جاون للألبومات، بمبيعات تخطت الـ300,000 نسخة في أول أسبوع. وفي الولايات المتحدة، ظهر الألبوم في المرتبة 25 في مخطط بيلبورد 200، مما جعله أعلى البوم للفرقة تصدرُا للمخططات في أمريكا، كذلك كان الألبوم الأكثر مبيعًا في ذلك الأسبوع. وحصل الألبوم على المرتبة الأولى في مخطط بيلبورد للألبومات العالمية في الوقت الذي تصدرت فيه الفرقة مخطط بيلبورد للفنانين المستجدين. كذلك حصل الألبوم على المركز الأول في مخطط أوريكون للألبومات، ليصبح ثاني ألبوم لهم يتصدر المخططات اليابانية. وأصدرت الفرقة أغنية أصلية بعنوان 'Your Light' لدراما Live On التي تبثها شبكة التليفزيون جاي تي بي سي في 24 نوفمبر. ومن المقرر إصدار ألبوم ترسيمهم الياباني Still Dreaming في 20 يناير 2021.

## الأعضاء
لا يمتلك الاعضاء مواقع، عدا في منصة الويفرس
- (YEONJUN (연준 واسمه الكامل (Choi YeonJun (최연준 ولد في بوندانغ غو سونغام كوريا الجنوبية|والعمر=21|اليوم=13|الشهر=9|السنة=1999|أكبر عضو الهيونغ دانسر رئيسي، فيجوال، رابر رئيسي فوكال رئيسي، الجنسية الكورية لقبه المتدرب الاسطوري لشركه Bighit Interment كان دانسر ثانوي لفرقة سنسد ومتدرب سابق في شركة Cube interment

- (SOOBIN (수빈 واسمه الكامل (Choi SooBin (최수빈. ولد في آنسان كوريا الجنوبية |العمر =20 |اليوم=5|الشهر=12|السنة=2000. القائد، دانسر ثانوي، فيجوال الفرقة، فوكال، رابر، الجنسية الكورية

- (BEOMGYU (범규 واسمه الكامل (Choi BeomGyu (최범규 ولد في دايقو كوريا الجنوبية والعمر 19|اليوم=13|الشهر=3|السنة=2001|.فوكال رئيسي، فيجوال الفرقة، دانسر ثانوي، رابر، الجنسية الكورية

- (TAEHYUN (태현 واسمه الكامل (Kang TayHyun (강태현. ولد في دونغ سيول كوريا الجنوبية|العمر=18اليوم=5|الشهر=2|السنة=2000|.فوكال رئيسي، دانسر رئيسي، فيجوال، رابر، الجنسية الكورية تم اختياره من أفضل الاصوات من قبل الكيبوب

- (HUENINGKAI (휴닝카이 واسمه الكامل Kai Kamal Huening : 카이 카말 휴닝 اسمه الأول KAI : 카이. أصغر عضو الماكني ولد في هونولولو هاواي الولايات المتحدة الأمريكية |العمر=18|اليوم=14|الشهر=8|السنة=2002|.اصغر عضو ماكني الفرقة فوكال رئيسي، دانسر رئيسي، فيجوال، رابر، الجنسية الكورية، الأمريكية يتكلم أكثر من 7 لغات

## الجوائز والترشيحات
| حفل الجوائز                          | العام | الفئة                                           | المرشحون                    | النتيجة     | المراجع. |
| ------------------------------------ | ----- | ----------------------------------------------- | --------------------------- | ----------- | -------- |
| جوائز آسيا الفنية                    | 2019  | جائزة أفضل فنان جديد (موسيقى)                   | تي إكس تي                   | فوز         | [ 19 ]   |
| جوائز العالمة التجارية للعام         | 2019  | أفضل أيدول ذكر جديد                             | تي إكس تي                   | فوز         | [ 20 ]   |
| برافو أوتّو                           | 2019  | أفضل كيبوب                                      | تي إكس تي                   | رُشِّح         | [ 21 ]   |
| جوائز بريكتودو                       | 2019  | أفضل فيديو ترسيم موسيقي عالمي                   | "Crown"                     | فوز         | [ 22 ]   |
| جوائز بريكتودو                       | 2020  | أفضل فرقة أولاد كيبوب                           | تي إكس تي                   | رُشِّح         | [ 23 ]   |
| جوائز ذا فاكت للموسيقى               | 2019  | جائزة القائد التالي                             | تي إكس تي                   | فوز         | [ 24 ]   |
| جوائز ذا فاكت للموسيقى               | 2020  | أفضل مؤدٍ                                        | تي إكس تي                   | فوز         | [ 25 ]   |
| جوائز ذا فاكت للموسيقى               | 2020  | جائزة تي إم آيه للشعبية                         | تي إكس تي                   | رُشِّح         | [ 26 ]   |
| جوائز مخطط غاون الموسيقي             | 2020  | أفضل فنان جديد - ألبوم                          | تي إكس تي                   | فوز         | [ 27 ]   |
| جوائز مخطط غاون الموسيقي             | 2020  | أفضل فنان جديد - رقمي                           | تي إكس تي                   | رُشِّح         | [ 28 ]   |
| جوائز مخطط غاون الموسيقي             | 2020  | أفضل ألبوم - الربع الأول من السنة               | The Dream Chapter: Star     | رُشِّح         | [ 28 ]   |
| جوائز جيني للموسيقى                  | 2019  | أفضل فنان ذكر جديد                              | تي إكس تي                   | فوز         | [ 29 ]   |
| جوائز جيني للموسيقى                  | 2019  | جائزة الشعبية                                   | تي إكس تي                   | رُشِّح         | [ 30 ]   |
| جوائز جيني للموسيقى                  | 2019  | جائزة الشعبية العالمية                          | تي إكس تي                   | رُشِّح         | [ 31 ]   |
| جوائز جيني للموسيقى                  | 2019  | جائزة أفضل فنان                                 | تي إكس تي                   | رُشِّح         | [ 32 ]   |
| جوائز القرص الذهبي                   | 2020  | أفضل فنان جديد                                  | تي إكس تي                   | فوز         | [ 33 ]   |
| جوائز القرص الذهبي                   | 2020  | جائزة الشعبية من تيك توك                        | تي إكس تي                   | رُشِّح         | [ 34 ]   |
| جوائز القرص الذهبي                   | 2020  | جائزة الألبوم الأساسية                          | The Dream Chapter: Magic    | رُشِّح         | [ 34 ]   |
| جوائز القرص الذهبي                   | 2021  | جائزة الشعبية من كورابوكس                       | تي إكس تي                   | في الانتظار | [ 35 ]   |
| جوائز القرص الذهبي                   | 2021  | جائزة الشعبية من كيو كيو ميوزك                  | تي إكس تي                   | في الانتظار | [ 36 ]   |
| جوائز القرص الذهبي                   | 2021  | أفضل ألبوم                                      | The Dream Chapter: Eternity | في الانتظار | [ 37 ]   |
| ملون ميوزك أوورد                     | 2019  | أفضل فنان جديد                                  | تي إكس تي                   | فوز         | [ 38 ]   |
| جائزة إمنيت للموسيقى الآسيوية        | 2019  | ألإضل فنان ذكر جديد                             | تي إكس تي                   | فوز         | [ 39 ]   |
| جائزة إمنيت للموسيقى الآسيوية        | 2019  | أفضل 10 من اختيار المعجبين حول العالم           | تي إكس تي                   | فوز         | [ 39 ]   |
| جائزة إمنيت للموسيقى الآسيوية        | 2019  | أفضل أيقونة عالمية                              | تي إكس تي                   | رُشِّح         | [ 40 ]   |
| جائزة إمنيت للموسيقى الآسيوية        | 2019  | أفضل فنان                                       | تي إكس تي                   | رُشِّح         | [ 40 ]   |
| جائزة إمنيت للموسيقى الآسيوية        | 2020  | أفضل 10 من اختيار المعجبين حول العالم           | تي إكس تي                   | فوز         | [ 41 ]   |
| جائزة إمنيت للموسيقى الآسيوية        | 2020  | عرض الرقص المفضل - فئة الفرق                    | تي إكس تي                   | فوز         | [ 41 ]   |
| جائزة إمنيت للموسيقى الآسيوية        | 2020  | أفضل أغنية                                      | "?Can't You See Me"         | رُشِّح         | [ 42 ]   |
| جائزة إمنيت للموسيقى الآسيوية        | 2020  | أفضل عرض رقص - فئة فرق الأولاد                  | "?Can't You See Me"         | رُشِّح         | [ 43 ]   |
| جوائز إم تي في الأغاني المصورة       | 2019  | أفضل كيبوب                                      | "Cat & Dog"                 | رُشِّح         | [ 44 ]   |
| جوائز إم تي في الأغاني المصورة       | 2020  | أفضل كيبوب                                      | "Run Away"                  | رُشِّح         | [ 45 ]   |
| راديو ديزني                          | 2020  | أغنية الصيف                                     | "Can't You See Me"          | فوز         | [ 46 ]   |
| جوائز سول للموسيقى                   | 2020  | جائزة الفنان الجديد                             | تي إكس تي                   | فوز         | [ 47 ]   |
| جوائز سول للموسيقى                   | 2020  | جائزة الشعبية                                   | تي إكس تي                   | رُشِّح         | [ 48 ]   |
| جوائز سول للموسيقى                   | 2020  | جائزة شعبية الموجة الكورية                      | تي إكس تي                   | رُشِّح         | [ 48 ]   |
| جوائز سول للموسيقى                   | 2020  | جائزة فنان الكيبوب الأكثر شهرة من كيو كيو ميوزك | تي إكس تي                   | رُشِّح         | [ 49 ]   |
| جوائز سول للموسيقى                   | 2021  | الجائزة الأساسية                                | تي إكس تي                   | في الانتظار | [ 50 ]   |
| جوائز سول للموسيقى                   | 2021  | جائزة شعبية الموجة الكورية                      | تي إكس تي                   | في الانتظار | [ 50 ]   |
| جوائز سول للموسيقى                   | 2021  | جائزة الشعبية                                   | تي إكس تي                   | في الانتظار | [ 50 ]   |
| جوائز سول للموسيقى                   | 2021  | جائزة الفنان الجديد الأسطوري                    | تي إكس تي                   | في الانتظار | [ 50 ]   |
| جوائز سول للموسيقى                   | 2021  | جائزة فنان اختيار المعجبين                      | تي إكس تي                   | في الانتظار | [ 51 ]   |
| جوائز سول للموسيقى                   | 2021  | جائزة هوزفاندوم                                 | تي إكس تي                   | في الانتظار | [ 52 ]   |
| جوائز سوريبادا أفضل الموسيقى الكورية | 2019  | جائزة الفنان الجديد                             | تي إكس تي                   | فوز         | [ 53 ]   |
| جوائز سوريبادا أفضل الموسيقى الكورية | 2019  | الجائزة الأساسية                                | تي إكس تي                   | رُشِّح         | [ 54 ]   |
| جوائز سوريبادا أفضل الموسيقى الكورية | 2019  | جائزة الشعبية للذكور                            | تي إكس تي                   | رُشِّح         | [ 54 ]   |
| جوائز سوريبادا أفضل الموسيقى الكورية | 2020  | جائزة فنان الموجة الكورية الجديد                | تي إكس تي                   | فوز         | [ 55 ]   |
| جوائز سوريبادا أفضل الموسيقى الكورية | 2020  | الجائزة الأساسية                                | تي إكس تي                   | رُشِّح         | [ 56 ]   |
| جوائز سوريبادا أفضل الموسيقى الكورية | 2020  | جائزة الشعبية للذكور                            | تي إكس تي                   | رُشِّح         | [ 56 ]   |
| جوائز سبوتيفاي                       | 2020  | الفنان الناشئ                                   | تي إكس تي                   | رُشِّح         | [ 57 ]   |
| جوائز في لايف                        | 2019  | أفضل 5 فنانين جديدن عالميين                     | تي إكس تي                   | فوز         | [ 58 ]   |
| جوائز في لايف                        | 2019  | أكثر فنان محبوب                                 | تي إكس تي                   | رُشِّح         | [ 58 ]   |

## روابط خارجية
- تي إكس تي على موقع IMDb (الإنجليزية)
- تي إكس تي على موقع ميوزك برينز (الإنجليزية)
- تي إكس تي على موقع أول ميوزيك (الإنجليزية)
- تي إكس تي على موقع ديسكوغز (الإنجليزية)